# PZL.53 Jastrząb II
Il PZL.53 Jastrząb II era un caccia monomotore ad ala bassa sviluppato dall'azienda polacca Państwowe Zakłady Lotnicze di Varsavia negli anni trenta e rimasto allo stadio di progetto.

## Storia del progetto
Nel febbraio 1939 il prototipo dell'aereo da caccia PZL.50 Jastrząb, progettato dall'ingegner Wsiewołod Jakimiuk, si era rivelato un velivolo moderno, ma i primi collaudi effettuati evidenziarono che risultava nettamente sottopotenziato. Con il precipitare della situazione politica europea, all'inizio dell'estate del 1939, l'ufficio tecnico della Państwowe Zakłady Lotnicze elaborò due nuovi progetti di aerei da caccia, il PZL.55 progettato dall'ingegner Jerzy Dąbrowski e il PZL.56 Kania elaborato dell'ingegner Jakimiuk. Le autorità militari scelsero per la produzione in serie il più innovativo progetto PZL.55, ma l'ingegner Jakimiuk non si diede per vinto ed elaborò la proposta PZL.53 Jastrząb II, relativa ad un'evoluzione del precedente PZL.50 Jastrząb.
Il progetto prevedeva l'utilizzo di potenti propulsori radiali e la riprogettazione dell'ala e dell'impennaggio di coda. Le modifiche avevano lo scopo di migliorare le prestazioni del PZL.50, in particolare la velocità massima raggiungibile, che si era rivelata assolutamente insufficiente, e la scarsa manovrabilità del velivolo. I propulsori stellari inizialmente considerati dall'ingegner Jakimiuk per l'installazione sul nuovo aereo da caccia furono: Gnome-Rhône GR.14R-4 erogante una potenza di 1 500-1 700 hp (1103-1250 kW), Bristol Hercules II (prodotto su licenza dalla PZL) da 1 300 CV (956 kW) e il nazionale PZL Waran da 1 200 hp (882 kW).
Il disegno del PZL.53 Jastrząb II riguardava un aereo da caccia di costruzione interamente metallica (in alluminio anodizzato), monoplano ad ala bassa a sbalzo, dotato di un carrello di atterraggio triciclo posteriore completamente retrattile, con ruotino di coda, anch'esso retrattile. L'aereo era un monoposto, dotato di cabina di pilotaggio completamente chiusa e riscaldata. Il velivolo sarebbe stato armato con due cannoni FK wz. 38D calibro 20 mm e quattro mitragliatrici PWU Wz.36 calibro 7,9 mm. La nuova configurazione permetteva la possibilità di trasportare 300 chilogrammi di bombe, poste sotto le ali o sotto la carlinga, invece dei 100 kg trasportabili dal PZL.50. La velocità massima di progetto era superiore ai 570 km/h. La possibilità di produrre su licenza i potenti propulsori radiali Gnome-et-Rhône 14R-4 suscitò l'interesse del Comando Supremo dell'aeronautica militare polacca.
La progettazione in dettaglio dell'aereo fu completata da Jakimiuk nell'agosto 1939, poco prima dello scoppio della guerra. Anche questa sua proposta venne però rifiutata dall'aviazione militare in favore del più promettente PZL.55 disegnato da Jerzy Dąbrowski.

## Versioni
- PZL.53A con un motore radiale a doppia stella a 14 cilindri, raffreddati ad aria, Bristol Hercules III da 1 365-1 425 hp o Bristol Taurus II (o III) erogante 1 145 CV azionante un'elica tripala metallica.
- PZL.53B con un motore radiale Gnome-Rhône 14N-21 erogante 1 100 CV azionante un'elica tripala metallica.